# Шивера (Абанский район)
Шивера — деревня в Абанском районе Красноярского края России. Входит в состав Почетского сельсовета.

## География
Деревня находится в восточной части Красноярского края, на левом берегу реки Бирюса, на расстоянии приблизительно 77 километров (по прямой) к северу от посёлка Абан, административного центра района. Абсолютная высота — 144 метра над уровнем моря.

## Население
| 1989 | 2002 | 2010 |
| ---- | ---- | ---- |
| 82   | ↗122 | ↗145 |

Гендерный состав
По данным Всероссийской переписи населения 2010 года в гендерной структуре населения мужчины составляли 55,9 %, женщины — соответственно 44,1 %.
Национальный состав
Согласно результатам переписи 2002 года, в национальной структуре населения русские составляли 99 %

## Инфраструктура
В деревне функционирует фельдшерско-акушерский пункт.

## Улицы
Уличная сеть деревни состоит из двух улиц (ул. Береговая и ул. Лесная).